# تشانس كامينغز
تشانس كامينغز (بالإنجليزية: Chance Cummings)‏ هو لاعب كرة قاعدة أمريكي، ولد في 8 يونيو 1892، وتوفي في 22 أبريل 1974.